# Michele Savonarola
Giovanni Michele Savonarola (Padova, 1385 – Ferrara, 1468) è stato un medico, umanista e scienziato italiano.

Practica maior, 1561

Medico tra i più famosi del Quattrocento, fu professore all'Università di Padova e all'Università di Ferrara. È il nonno del frate domenicano Girolamo Savonarola.
Scrittore fecondissimo, tra le sue opere spicca per importanza la Practica de aegritudinibus a capite usque ad pedes, nota come Practica Maior che, come da titolo, racchiudeva tutto lo scibile medico del tempo "dalla testa ai piedi", ed era anche ricca di interessanti osservazioni derivanti dall'esperienza pratica.
Un'altra opera fondamentale è il trattatello in volgare De regimine pregnantibus et noviter natorum usque ad septennium, uno dei primi studi scientifici moderni sulla pediatria e la puericultura. Con l'avvento della stampa le sue opere crebbero in diffusione, e furono determinanti fino alla metà del Cinquecento (tanto che le frasi latine con cui Callimaco si spaccia per medico nella Mandragola di Niccolò Machiavelli sono estrapolate dalla Practica Maior e dal De urinis).
Attorno al 1446 scrisse il Libellus de magnificis ornamentis regiae civitatis Paduae.
Medico naturalista saldamente legato alla tradizione intellettuale padovana, egli è il continuatore dell'indirizzo naturalistico di Pietro d'Abano. Studioso delle Terme di Abano, scrisse: De Balneis et Thermis naturalibus omnibus Italiae, ne distillò le acque, che trovò sulfuree con qualche porzione di calce ed allume, ne descrisse le proprietà e raccontò della molta gente che le frequentava.

## De febribusdigitalizzato
La versione digitalizzata di De febribus (edizione del 1487) di Michele Savonarola è accessibile su Impronte digitali, la piattaforma delle collezioni digitalizzate del Sistema Bibliotecario di Ateneo dell'Università di Firenze.

## Opere
- (LA) Michele Savonarola, Practica maior, Venetiis, Vincenzo Valgrisi, 1561. URL consultato il 6 maggio 2015.

- Michele Savonarola, Del felice progresso di Borso d’Este al marchionato di Ferrara, al ducato di Modena e di Reggio, e alla contea di Rovigo, Ferrara, 1452, circa.

- Michele Savonarola, De foelici progressu illustrissimi Borsii estensis ad marchionatum Ferrariae, Mutinae et Regii ducatum comitatumque Rodigii, Ferrara, 1452, circa.

- Michele Savonarola, De vera republica et digna seculari militia, Ferrara, 1463-1470, circa.